# Giovanni Lumetti
Giovanni Lumetti (fl. XX secolo) è stato un calciatore italiano, di ruolo attaccante.

## Carriera
Nella stagione 1919-1920, nella quale segna 3 gol in 6 presenze nel campionato di Promozione, la seconda serie dell'epoca. A fine anno gli emiliani ottengono la promozione in Prima Categoria, campionato in cui Lumetti nella stagione 1920-1921 segna 9 reti in altrettante presenze. Gioca nel Parma anche durante la stagione 1921-1922, nella quale disputa 6 partite e segna una rete.